# Акса (кантон)
Акса́ (фр. Axat) — кантон во Франции, находится в регионе Лангедок — Руссильон, департамент Од. Входит в состав округа Лиму.
Код INSEE кантона — 1103. Всего в кантон Акса входят 14 коммун, из них главной коммуной является Акса.

## Коммуны кантона
| Коммуна             | Население, чел. (1999) | Почтовый индекс | Код INSEE |
| ------------------- | ---------------------- | --------------- | --------- |
| Акса                | 832                    | 11140           | 11021     |
| Артиг               | 82                     | 11140           | 11017     |
| Бессед-де-Со        | 52                     | 11140           | 11038     |
| Женкла              | 43                     | 11140           | 11163     |
| Кайя                | 51                     | 11140           | 11060     |
| Кунозуль            | 41                     | 11140           | 11104     |
| Ле-Буске            | 53                     | 11140           | 11047     |
| Ле-Кла              | 33                     | 11140           | 11093     |
| Монфор-сюр-Бульзан  | 65                     | 11140           | 11244     |
| Пюилоран            | 236                    | 11140           | 11302     |
| Рокфор-де-Со        | 113                    | 11140           | 11321     |
| Сальвезин           | 108                    | 11140           | 11373     |
| Сент-Коломб-сюр-Гет | 57                     | 11140           | 11335     |
| Эскулубр            | 90                     | 11140           | 11127     |

## Население
Население кантона на 1999 год составляло 1 856 человек.
| 1962  | 1968  | 1975  | 1982  | 1990  | 1999  | 2006 | 2007  |
| ----- | ----- | ----- | ----- | ----- | ----- | ---- | ----- |
| 2 136 | 2 463 | 2 009 | 2 074 | 1 994 | 1 856 | -    | 1 768 |